# Академия на краю гибели
«Академия на краю гибели» (другие варианты перевода — «Край Основания», «Кризис Основания», «Край Академии», «Предел Фонда», англ. Foundation's Edge) — научно-фантастический роман американского писателя Айзека Азимова, изданный в 1982 году издательством Doubleday. Роман стал четвёртой частью цикла «Основание» и шестой в данной фантастической хронологии. Это первый роман Азимова, занесённый в список бестселлеров газеты «The New York Times». В 1983 году роман был удостоен премий «Хьюго» и «Локус» и был номинирован на премию Небьюла за 1982 год.

## Сюжет
Действие романа происходит через 500 лет после того как была создана Первая Академия. Считалось, что Вторая Академия, которая пытается управлять Первой, используя науку психоисторию, была уничтожена (в предыдущем романе цикла: «Вторая Академия»). Однако нашлись сомневающиеся в этом факте. Член Совета Голан Тревайз, в прошлом офицер космофлота, считает, что Вторая Академия всё ещё существует и тайно управляет событиями. По приказу мэра на Терминусе, столице Федерации Академии, его арестовывают, обвиняют в государственной измене и высылают с Терминуса с приказом найти Вторую Академию. С ним вместе отправляется Дженов Пелорат, профессор древней истории и мифолог, заинтересованный найти местоположение Земли, мифического родного мира человечества. В то же время Стор Гендибаль, молодой и энергичный Оратор Второй Академии, пытается разыскать некую третью силу, которая тайно управляет событиями в Галактике, включая действия Второй Академии.

## Издания
Роман был впервые опубликован в сентябре 1982 года издательством Doubleday. Он был написан спустя почти 30 лет после выхода последнего романа классической трилогии цикла благодаря давлению со стороны поклонников и издателей, а также внушительному гонорару. С тех пор роман неоднократно переиздавался на английском языке, а также был переведён на несколько других языков, включая русский.
Роман номинировался на ряд престижных премий, включая «Небьюлу», а также в 1983 году был удостоен премий «Хьюго» и «Локус».

## Русскоязычные издания
На русском языке роман был впервые опубликован в 1992 году под названием «Край Основания» в издательстве «Орис». Переводчик романа указан не был. В 1993 году роман был издан в другом переводе издательством «Орёл» под названием «Предел Фонда». Переводчик также не был указан.
В 1994 году роман был издан под названием «Край Академии» в серии «Миры Айзека Азимова» издательством «Полярис». Перевод для этого издания выполнила Надежда Сосновская. В 1997 году роман в этом же переводе был переиздан в серии «Хроники Академии».
В дальнейшем роман несколько раз переиздавался в переводе Н. Сосновской под названием «Академия на краю гибели» издательством Эксмо — в 2000, 2003, 2006, 2007 и 2008 годах.

## Награды и номинации
- Премия «Небьюла» за лучший роман: 1982 год (номинация)[16].
- Премия «Хьюго» за лучший роман: 1983 год (победитель)[17].
- Премия «Локус» за лучший научно-фантастический роман: 1983 год (победитель)[18].
- Премия «SF Chronicle» за лучший роман: 1983 год (номинация)[3].